# Leptospira interrogans
Leptospira interrogansは、レプトスピラ属に属する細菌の1種である。

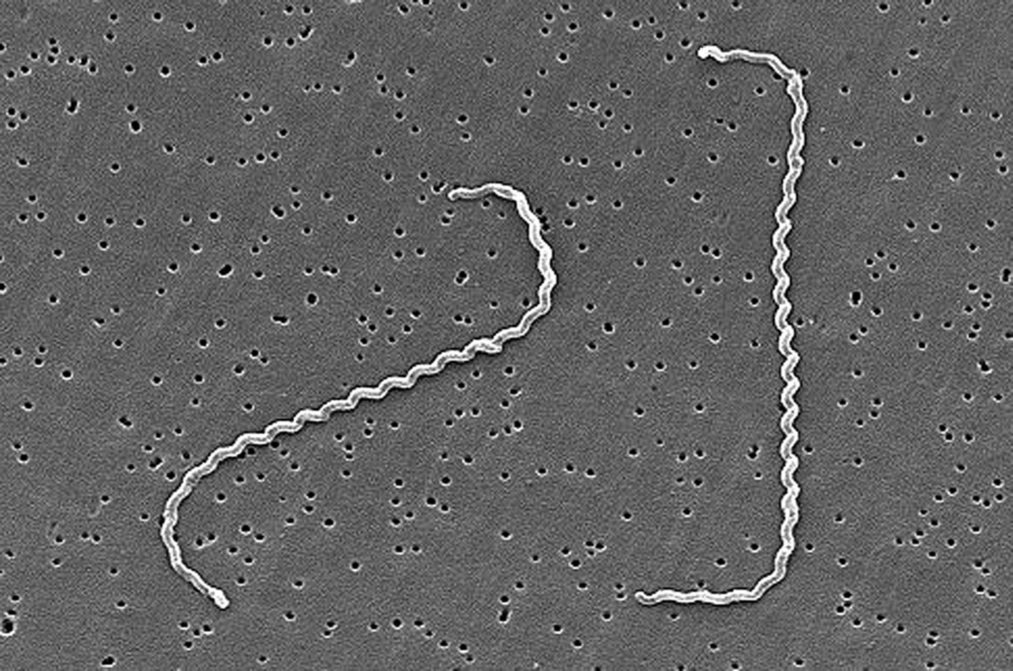
Leptospira interrogansの顕微鏡写真。スピロヘータの特徴である螺旋状の菌体の両端付近が、フック状に曲がっている様子が見て取れる。この形態を命名者は「？」マークに喩えた。

その学名に「interrog」つまり「interrogation mark」すなわち「？」と付く理由は、その菌体を顕微鏡で見ると、まるで「？」の記号のように見えたため、そのように命名された結果である。

## レプトスピラ属に共通する特徴
レプトスピラ属はスピロヘータ、つまり、細長い螺旋状の形態をしたグラム陰性細菌の1群に属する属の細菌群の1つである。したがって、その菌体には一般的な鞭毛とは異なり、菌体の外には露出していない鞭毛であるペリプラズム鞭毛を有する。菌体の両端を結ぶペリプラズム鞭毛が、螺旋状の形態を作り、そして、このペリプラズム鞭毛を駆動させて、回転運動を行って移動をする。なおレプトスピラ属は好気性細菌であり、人畜共通感染症の1つであるレプトスピラ症を引き起こす細菌群として知られる。

## Leptospira interrogansの感染経路と感染後の経過
レプトスピラ属には複数の種が知られており、Leptospira interrogansもレプトスピラ症の原因菌の1種である。レプトスピラ症は人畜共通感染症として知られており、Leptospira interrogansの場合も、ヒトも含めて、野生動物・飼育動物の様々な種に伝染してゆく病原体である。Leptospira interrogansは、pHが中性から弱塩基性の水中であれば、3ヶ月間以上にわたって生存していられる。ヒトへの感染経路は、この細菌に感染した動物の尿に直接曝露された場合や、その尿によって汚染された水に曝露された場合が一般的である。したがって、そのような汚染水に接触する機会の有る者、例えば、下水道での作業や、畜産業や、さらには尿で汚染された水辺で遊んだ場合などでも、Leptospira interrogansに感染するリスクが有る事を意味する。いずれにしても、この細菌に汚染された水が、傷の有る皮膚のような防御の甘い箇所に付着すると、その中で生存していたLeptospira interrogansが体内へと侵入し、肝臓や腎臓などで増殖を開始する。Leptospira interrogansに感染しても、それほど重症化しない事もある一方で、肝臓や腎臓が深刻な打撃を受けた最悪の転帰を辿った場合には死亡に至り得る。

## 培養
Leptospira interrogansは人工培養が難しく、一般的な細菌の培養のために用いる培地などではなく、特殊な条件で培養を試みなければ上手くゆかない。